# 中野区立丸山小学校
中野区立丸山小学校（なかのくりつ まるやましょうがっこう）は、東京都中野区丸山一丁目にあった公立小学校。2011年（平成23年）3月をもって閉校し、沼袋小学校と統合し跡地に新設の緑野小学校となる。

## 沿革
- 1952年（昭和27年）4月1日 - 中野区立江古田小学校、中野区立北原小学校から分離し開校
- 1957年（昭和32年）4月1日 - 中野区立沼袋小学校を分離し開校
- 2011年（平成23年）3月25日 - 平成22年度終了式。この日をもって閉校

## 交通
最寄り駅
- 新宿線 沼袋駅 - 徒歩約13分
- 新宿線 野方駅 - 徒歩約13分

## 出身者
- デーモン閣下 - ミュージシャン
- 吉村作治 - エジプト考古学者
- ベンガル- 俳優